# 北華盛頓 (緬因州)
北華盛頓（英語：North Washington）是位於美國緬因州華盛頓縣的一個未組織地區。

## 地方資料
北華盛頓的面積為2537.20平方千米，當中陸地面積為2295.00平方千米，而水域面積為242.20平方千米。根據2020年美國人口普查的數據，當地共有人口505人，而人口密度為每平方千米0.2人。